# 惑星スミスでネイキッドランチを
『惑星スミスでネイキッドランチを』（わくせいすみすでネイキッドランチを）は2021年4月6日から6月29日までサンテレビで放送されたドラマ番組である。

## キャスト
- 志穂（SMクラブ「グラナダ」女王様） - 佐藤江梨子
- 瞳（SMクラブ「グラナダ」女王様） - たしろさやか[1]
- 杏理（SMクラブ「グラナダ」女王様） - すぎもとみさき[2]
- 凶子ママ（SMクラブ「グラナダ」オーナー） - 中田彩葉
- 真田刑事（杏理のM男） - 松代大介
- 山本刑事 - 奥井隆一[3]
- 佐藤刑事 - 川添公二[4]
- 内山（SMクラブ「ささやかなムラムラ教」教祖） - お〜い!久馬
- 久美子 - 奥山佳恵
- モダンラブオ（新人映画監督） - マツモトクラブ
- ミドリ（OL） - 工藤綾乃
- 小島刑事（真田の上司） - 白井光浩
- 大竹修次 - 日ノ西賢一
- 小原 - 彦坂啓介
- 清（岡田組組員） - 松﨑建ん語
- 星屑あかね（サブカルアイドル） - 片山誠子
- 犬神（ドキュメンタリー映画監督） - 中井正樹
- 宙太（凶子ママの中学の同級生） - 松田悠
- 山越（犬神の映画のメイク担当） - 武田操美
- 亀井 - 牛丸亮
- パオパオ（世界変態グランプリ主催者） - 古市コータロー
- 岡崎 - 松永天馬
- 敬三（元ヒーローの泥棒） - 大川裕明
- 清（殺人事件の容疑者） - 伊藤駿九郎
- 歩美（漫才師） - 森由月
- 悟（歩美の元相方の元彼） - 森田展義
- 筒下（悟の元相方） - 小林拓矢
- 福本（落語家、瞳のM男） - ことぶきつかさ
- 熱男｛『劇団青いミシン』劇団員、志穂のM男） - 川本三吉
- 諸星｛『劇団青いミシン』座長・作家、凶子ママのM男） - 緒方晋
- 花岡組長（ヤクザ） - 渋川清彦
- 麒麟児 - 流石矢一
- 刑事 - 佐藤俊作
- ナマコラブ
- 椿ここ
- 木下隆行
- 十一二十三
- 石垣登
- 安藤八主博（ザ・たこさん）
- 佐倉こうめ
- 鹿野祥平
- 坂本顕
- アサダタイキ
- 丹波組 組員A - 沖一文字
- 他

## スタッフ
- プロデューサー：下弓奈（サンテレビ）、信枝竜之（SUNHALL）、松永修、橋谷一義（アップセット）
- 撮影：鬼村悠希
- 録音：内田達也
- 録音助手：高木和也、海野はるか
- 音楽監督：RYU智秀
- 助監督：高木和也
- 撮影助手:鬼村悠希、赤田健、金本真吾、久野将輝、上木椛、山本ドリル、一村龍佑
- ヘアメイク：冨田ユンジョン
- メイク助手:上木椛
- 衣装:綾川泪、冨元康成
- 美術:山本宗
- AP:リカヤスプナー
- VFX:DOC
- MA:本木幸弘、海野はるか、泉尾理江
- 編集・監督・脚本：島田角栄
- 制作著作：サンテレビ

## 放送日程
| 話数   | 放送日  | サブタイトル              |
| ------ | ------- | ------------------------- |
| 第1話  | 4月06日 | 涙で錆びた棍棒            |
| 第2話  | 4月13日 | 殺虫剤と終わらない詩      |
| 第3話  | 4月20日 | 死海のエンゼルフィッシュ  |
| 第4話  | 4月27日 | BEAT SWEET                |
| 第5話  | 5月04日 | ロケットカウルでニケツ    |
| 第6話  | 5月11日 | ハロースペースボウイ      |
| 第7話  | 5月18日 | フラミンゴを撃て          |
| 第8話  | 5月25日 | ヒーローはダイヤルMを廻す |
| 第9話  | 6月01日 | 猿蟹合戦                  |
| 第10話 | 6月08日 | べしゃり地獄変            |
| 第11話 | 6月15日 | 役者に捧げるバラード      |
| 第12話 | 6月22日 | ゴッド・ロマンス・ミー    |
| 最終話 | 6月29日 | Angel Waltz               |

## ネット局
| 放送対象地域 | 放送局            | 系列   | 放送日時            | 放送期間               | 遅れ   |
| ------------ | ----------------- | ------ | ------------------- | ---------------------- | ------ |
| 兵庫県       | サンテレビ（SUN） | 独立局 | 毎週火曜0:00 - 0:30 | 2021年4月6日 - 6月29日 | 制作局 |

## インターネット配信
| 配信対象地域 | 配信元 | 放送期間                   |
| ------------ | ------ | -------------------------- |
| 全国         | GYAO!  | サンテレビの放送終了後配信 |